# Hilarius Gilges
Pour l’article homonyme, voir Konrad Gilges.
Hilarius « Lari » Gilges, né le 28 avril 1909 à Düsseldorf, mort assassiné le 20 juin 1933 à Düsseldorf, est un acteur, danseur et militant communiste allemand.

## Biographie
Hilarius Gilges naît le 28 avril 1909 à Düsseldorf, dans une famille ouvrière, sa mère travaillant dans le textile. Le père biologique, qui est un Noir d'ascendance africaine à l'identité inconnue, travaille dans la navigation fluviale,,.
Adolescent métis afro-allemand, Hilarius Gilges est victime de moqueries et d'insultes racistes. En 1926, il rejoint la Ligue des jeunes communistes d'Allemagne, dont il devient un membre actif. Parallèlement, il est acteur et danseur de claquettes. Vers 1930, il est, avec Wolfgang Langhoff, l'un des cofondateurs de la compagnie d'agitprop Nordwest-ran. Avec ce groupe, il participe à des manifestations visant à endiguer le mouvement Nazi. En 1931, la police prend prétexte d'une de ces manifestations pour l'arrêter, et il est emprisonné pour un an. En sortant, sa motivation est accrue, et en 1932 il parcourt villes et villages pour alerter du danger nazi, à l'approche des élections de mars 1933.
« Lorsque Hitler et les nazis arrivent au pouvoir en janvier 1933, Gilges figure en tête de liste des ennemis de l'État dans la région de Düsseldorf ». Dans la nuit du 20 juin 1933, il disparait après avoir été arrêté à son domicile par une douzaine de SS. Le lendemain, il est retrouvé mort, sous un pont d'Oberkassel,, victime de nombreux coups et de blessures par balles, sans que ses agresseurs ne soient identifiés,. Il est enterré à Düsseldorf, mais, par crainte de représailles de la Gestapo, peu de personnes assistent à ses obsèques.

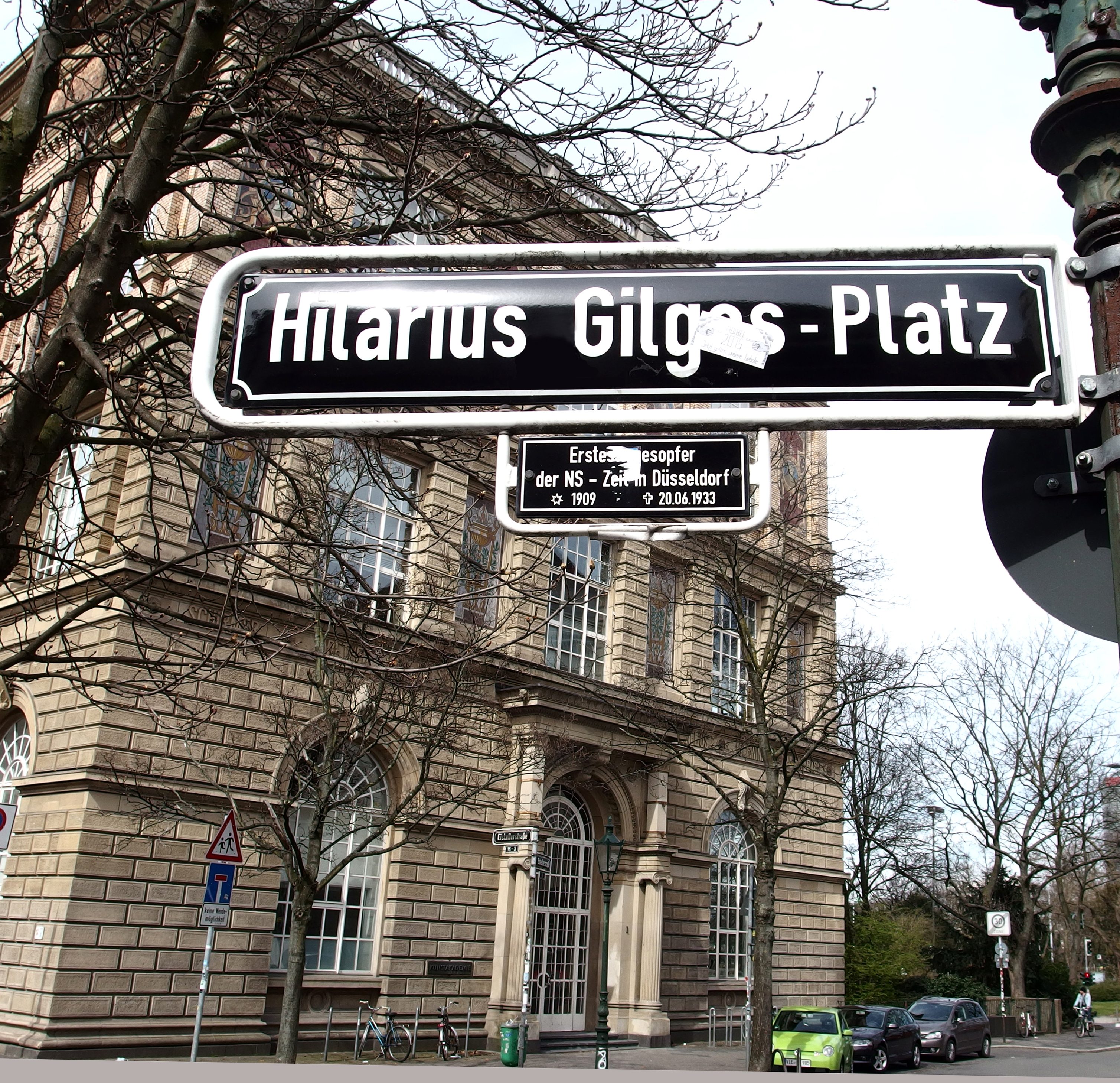
Place Hilarius Gilges à Düsseldorf.

Après la guerre, en 1949, sa femme et ses deux fillesreçurent une indemnité de 12 000 DM.

## Postérité
Près du lieu où le corps de Gilges a été retrouvé, en 1988 la ville de Düsseldorf érige une plaque commémorative. Une place de la ville porte également son nom depuis 2003,.